# You Can't Make Old Friends
You Can't Make Old Friends è un album in studio del cantante statunitense Kenny Rogers, pubblicato nel 2013.

## Tracce
1. You Can't Make Old Friends (duetto con Dolly Parton) – 4:02 (Ryan Hanna King, Don Schlitz, Caitlyn Smith)
2. All I Need Is One – 3:31 (Marc Beeson, Allen Shamblin)
3. You Had to Be There – 4:00 (Casey Beathard, Kenneth Wright)
4. 'Merica – 3:44 (Ben Caver, Corey Crowder, Nicole Witt)
5. Turn This World Around – 4:32 (Andrew Dorff, Eric Paslay, Jason Reeves)
6. Dreams of the San Joaqin – 6:06 (Jack Wesley Routh, Randy Sharp)
7. Don't Leave Me in the Night Time (featuring Buckwheat Zydeco) – 2:51 (Paul Overstreet, Schlitz)
8. Look At You – 3:57 (Mike Reid, Shamblin)
9. Neon Horses – 4:31 (Dave Loggins, Ronnie Samoset)
10. When You Love Someone – 3:41 (Bryan Adams, Michael Kamen, Gretchen Peters)
11. It's Gonna Be Easy Now – 3:47 (Dan Seals)